# Чарли Пейс
Чарли Пейс (на английски: Charlie Pace) е герой от сериала „Изгубени“. Ролята се изпълнява от Доминик Монахън. Образът на Чарли е изграден по този на Лари Ъндъруд, герой от книгата „Сблъсък“ на Стивън Кинг. В българския дублаж Чарли се озвучава от Николай Николов, от Георги Стоянов в дублажа на четвърти сезон на AXN и от Христо Димитров в шести сезон на AXN.

## Преди катастрофата
Чарли има брат – Лиъм, който е по-голям от него. Музиката оказала влияние върху него, когато бил дете, затова майка му му купила пиано за Коледа. Чарли също така се научил да плува, когато бил малък; въпреки че първоначално се страхувал да влезе във водата, накрая скочил, насърчаван от баща си. В младежката си възраст изкарвал пари, като пеел на улицата. Един ден видял мъж, който напада жена. След като спасява жената – Надя, която е любовта на живота на Саид – му благодари и го нарича 'герой'. По-късно Чарли и Лиъм сформирали група, наречена Drive Shaft, като Чарли бил басист. Първоначално бандата се провалила, но по-късно Лиъм успокоява Чарли, като му казва че са подписали договор. Най-големият хит на бандата е „You All Everybody“. Чарли често се кара с Лиъм заради зависимостта му към наркотици.
По време на турнето им във Финландия Лиъм дава на Чарли семейния пръстен, който се дава на първия роден в семейството. Първоначално Чарли отказва да го вземе, но после се съгласява да го вземе. По време на турнето Чарли често се кара на Лиъм, че се самоубива с взимането на наркотици и му казва да отмени турнето. Лиъм, който по-рано казва на Чарли, че той е най-важният човек в бандата, отговаря че „той“ е бандата и че никой дори не знае кой е басиста. Изпадайки в депресия, Чарли намира хероина на Лиъм и също се пристрастява. След раждането на племенницата му, Чарли отива да посети новороденото, но Лиъм си остава вкъщи. Славата на бандата започва да намалява и затова те се включват в реклама на памперси. Както и да е, след като ги уволняват заради държанието на Лиъм, Чарли започва да пише нова песен. След като се връща в апартамента си, остава шокиран, тъй като разбира че Лиъм е продал пианото му, за да се запише в рехабилитационна клиника в Сидни. След като Лиъм изпуска собствената си дъщеря, приятелката му заминава за Австралия.
След заминаването на Лиъм и провала на бандата, Чарли започва да краде заради пристрастеността си към наркотици. Той омайва богата жена – Люси, за да може да я ограби, но скоро започва да изпитва чувства към нея и решава да започне да работи за баща ѝ. Но Чарли се проваля и Люси го напуска. По-късно Чарли научава за възможността Drive Shaft да отидат на осеммесечно турне като подгряваща банда и отпътува за Сидни. Той умолява Лиъм да се върне, но си тръгва, когато той отказва. В сутринта на полета Чарли се събужда в леглото с непозната жена и обезумял търси хероина си. Чарли се държи странно в самолета и с това привлича вниманието на една от стюардесите. Той се запътва към тоалетната и се скрива там. Точно когато се опитва да си вземе хероин, самолетът побада в турбуленция и той сяда на едно празно място.

## След катастрофата

### Сезон 1
Чарли се разбива заедно с пътниците от фюзелажа. Същата нощ той се заговаря с бременната Клеър, малко преди „чудовището“ да се развихри. На следващия ден отива с Джак и Кейт да търсят пилотската кабина. Всъщност, тръгва само, за да си вземе наркотиците. Чарли се опитва да се сприятели с повечето оцелели, най-вече с Шанън, и се възползва от славата си, но това не му помага. По-късно той се присъединява към Джак, Кейт и Лок в разследването на скалите. Тогава Лок разбира, че Чарли е наркоман и му иска наркотиците в замяна на китарата му. Чарли страда от наркотична недостатъчност и умолява Лок да му върне хероина. Когато Джак е затрупан в пещерата, Чарли рискува живота си, за да го спаси. По-късно същата вечер, той получава хероина си обратно, но го хвърля в огъня. Той продължава да се сприятелява с останалите, най-вече с Клеър, като я убеждава да се премести в пещерите.
Докато Чарли се опитва да спре Клеър да се върне на плажа няколко дена по-късно, двамата са отвлечени от Итън; Клеър е отвлечена, Чарли е обесен на дърво, но е намерен от Джак и Кейт, които го спасяват. Когато се връща, той намира дневника на Клеър. След няколко дена тя е намерена от Лок и Буун. Ден след завръщането ѝ, Итън среща Чарли и му казва да я върне обратно, иначе ще убие всички. Когато група от оцелелите измислят план да заловят Итън и почти успяват, Чарли го прострелва. По-късно Чарли помага на Кейт и Джин при раждането на детето на Клеър. След няколко дни Русо пристига в лагера на оцелелите и отвлича бебето. Когато научава Чарли тръгва със Саид, за да го спасят. По пътя, Чарли се хваща в един от капаните на Русо и няколко камъка падат върху него. Също така разбира за самолета в джунглата, пълен с хероин. Двамата със Саид успяват да спасят Арън и го връщат на Клеър.

### Сезон 2
Чарли научава за бункера няколко дни след отварянето му и се ядосва на Хърли, защото не иска да му даде буркан фъстъчено масло за Клеър. По-късно, Господин Еко иска обяснение от Чарли за статуята на Дева Мария. Когато Клеър разбира, че Чарли взима наркотици, му се разсърдва. Чарли завежда Еко до самолета, където е открил хероина и двамата решават да го изгорят. Чарли обаче си запазва няколко статуи, които крие в джунглата. Следващите вечери Чарли сънува сюрреалистични сънища, и във всички тях Арън е в смъртна опасност. Чарли търси помощ от Еко и Лок. Лок го обвинява, че все още взима наркотици, а Еко му казва, че детето трябва да бъде кръстено. Чарли отвлича Арън и възнамерява да го кръсти. Принуден е да върне Арън, тъй като останалите го хващат. Чарли се съюзява със Сойър, който се опитва да открадне оръжията и лекарствата от лагера; Чарли се прави на „Друг“ и напада Сън в градината „и“. Сойър дава хероин на Чарли, но Чарли отказва да го вземе и казва, че му е помогнал, за да си отмъсти на Лок.
Саид казва на Чарли за заложника, държан в бункера – Хенри Гейл. Двамата от тях, заедно с Ана Лусия, влизат в джунглата, за да потърсят балона, с който Хенри е дошъл на Острова. На следващия ден тримата намират балона, както и гроба, в който Хенри е погребал жена си. Когато се завръщат в бункера, разкривата на Джак, Кейт и Лок, че в гроба са намерили тялото и документите на истинския Хенри Гейл. По-късно, Чарли помага на Еко в строенето на църквата; когато Еко спира със строежа, Чарли решава да продължим сам, като има известен успех. След като намира куфарче с ваксини, решава да ги даде на Клеър и бебето. Скоро след това, Чарли намира скритите статуи на Дева Мария и решава да ги хвърли в океана, освобождавайки се завинаги от зависимостта си. По-късно, Еко иска помощ от Чарли, за да взриви затворената врата на бункера. Показвайки на Еко къде е скрит динамита, Чарли предупреждава Лок за намеренията на Еко. Чарли успява да избяга от бункера секунди преди Дезмънд да завърти ключа. Вечерта Клеър целува Чарли.

### Сезон 3
В деня след експлозията Чарли е нещо като охрана на Лок. Двамата тръгват да търсят Еко в джунглата, като го намират в пещера на полярна мечка. Чарли и Лок го връщат обратно в лагера. По-късно по време на бурята Дезмънд спасява Чарли и Клер от гръмотевица. Момент след като научава за смъртта на Еко, Чарли вижда как Дезмънд спасява давещата се Клеър. В опит да получат отговори, Чарли и Хърли напиват Дезмънд и го питат как е знаел за двата инцидента. Дезмънд казва на Чарли, че е обречен да умре. Заради това Чарли изпада в депресия; настроението му се повдига от Хърли, който го убеждава да му помогне да задействат намерената кола. По-късно Чарли обезсърчава Клер от плана ѝ да хване птичка, знаейки, че това ще доведе до смъртта му.
Тъй като Сън смята, че „Другите“ са виновни за смъртта на Ники и Пауло, Чарли ѝ признава, че всъщност той е организирал нападението върху нея. Чарли се грижи за Арън, когато Клер се разболява; първоначално е против Джулиет да лекува Клеър, но после отстъпва. По-късно Чарли се присъединява към Дезмънд, Хърли и Джин в търсенето на приземилия се парашутист; по път към парашута, Чарли се отървава на косъм от смъртта, като по-късно спори с Дезмънд за това. След като разбират че парашутистката е ранена, Чарли отказва да позволи на Михаил да я излекува, а по-късно го наблюдава зорко, когато го прави. По-късно Чарли информира Саид за пристигането на Наоми. Когато Джак обявява плана си за саботиране на опита на „Другите“ да отвлекат бременните жени, Чарли заявява че той ще плува до Огледалната стая заедно с Дезмънд, за да изключат блокиращия сигнал. Завършвайки задачата си, Чарли установява контакт с Пени Уидмор и отркива, че тя всъщност не е на лодката, която ще пристигне на Острова. Малко по-късно, Михаил взривява прозореца на помещението с граната и то започва бързо да се пълни с вода. За да спаси Дезмънд, Чарли затваря вратата. Точно преди да умре, Чарли решава да предупреди Дезмънд за лодката и пише на дланта си: „Корабът не е на Пени“ (в дублажа на трети сезон на AXN надписът е грешно преведен „Пени не е на кораба“).

### Сезон 4
Хърли се намира в супермаркет, когато му се привижда Чарли. Това го кара да подкара колата си с бясна скорост и по-късно е хванат от полицията. В стаята за разпити Хърли вижда океан в огледалото. Чарли, с качулка на главата, доплува до прозореца и поставя ръката си, където е написал „Те се нуждаят от теб“, подобно на „Корабът не е на Пени“. Тогава стъклото се чупи и стаята, в халюцинацията на Хърли, започва да се пълни с вода. Реакцията на Хърли го праща в лудница, където той отново вижда Чарли. Чарли говори с него и му казва, че трябва да направи нещо. Хърли започва да брои до пет, казвайки, че Чарли ще изчезне след като преброи до пет. Чарли му казва да не го прави и повтаря „те се нуждаят от теб“. След като свършва броенето, Хърли отваря очите си и вижда, че Чарли го няма. По-късно се разкрива, че Чарли продължава да посещава Хърли и го убеждава, че всички те всъщност са мъртви. Хърли вече е свикнал с посещенията на Чарли и не откача повече. Чарли казва на Хърли да предаде съобщение на Джак, гласящо „Не трябва да го отгледаш ти, Джак“ и че самият Джак скоро ще има посетител.

### Сезон 6
В алтернативната времева линия на шести сезон Чарли за малко не умира в самолета от задушаване с пакетче хероин, но Джак успява да го спаси. След като самолетът се приземява, той е арестуван.

## Драйв Шафт
Драйв Шафт е името на групата в „Изгубени“, сформирана от братята Чарли и Лиам Пейс. Разкрива се, че групата е кръстена на прадядото на братята – Декстър Стратън, по време на епизода „Greatest Hits“.
По-голямата част от историята на бандата е показана в епизода „The Moth“ (1 сезон), епизода „Fire and Water“ (2 сезон) и епизода „Greatest Hits“ (3 сезон). Епизодите показват успеха на бандата след хита „You All Everybody“, зависимостта към наркотици и раздялата.
В епизода „The Moth“ се обяснява защо Чарли се качва на самолета – той е в Австралия, за да убеди брат си да се завърне в бандата, но тъй като той отказва, Чарли решава да се върне в Лос Анджелис.
В епизода „Everybody Hates Hugo“, Хърли определя Драйв Шафт като банда еднодневка, а приятеля му се съгласява, наричайки ги „SuckShaft“ (Шафт не струват). В епизода „House of the Rising Sun“, Лок споменава, че двата албума на грубата се казват DriveShaft и Oil Change.
В първия сезон Чарли често подмята, че е от групата Драйв Шафт, с мисълта, че ще изуми всички, когато разберат, че е басист на бандата. Всъщност обаче никой не знае кои са Драйв Шафт (освен Кейт, чиято приятелка обожава бандата и Лок, който притежава и двата им албума). В епизода „Greatest Hits“ Чарли най-накрая признава, че са имали „само един момент под слънцето“, но е щастлив да разбере, че след като всички мислят, че той е загинал при катастрофата, бандата отново е натрупала популярност.
В трети епизод от четвърти сезон на друг сериал, продуциран от Джей Джей Абрамс – „Наричана още“, „You All Everybody“ е изпята на рождения ден на героя Ерик Уайс.